# Caraes Ndera Hôpital
 (juin 2025).
La mise en forme du texte ne suit pas les recommandations de Wikipédia : il faut le « wikifier ».
Les points d'amélioration suivants sont les cas les plus fréquents. Le détail des points à revoir est peut-être précisé sur la page de discussion.
- Les titres sont pré-formatés par le logiciel. Ils ne sont ni en capitales, ni en gras.
- Le texte ne doit pas être écrit en capitales (les noms de famille non plus), ni en gras, ni en italique, ni en « petit »…
- Le gras n'est utilisé que pour surligner le titre de l'article dans l'introduction, une seule fois.
- L'italique est rarement utilisé : mots en langue étrangère, titres d'œuvres, noms de bateaux, etc.
- Les citations ne sont pas en italique mais en corps de texte normal. Elles sont entourées par des guillemets français : « et ».
- Les listes à puces sont à éviter, des paragraphes rédigés étant largement préférés. Les tableaux sont à réserver à la présentation de données structurées (résultats, etc.).
- Les appels de note de bas de page (petits chiffres en exposant, introduits par l'outil «  Source ») sont à placer entre la fin de phrase et le point final[comme ça].
- Les liens internes (vers d'autres articles de Wikipédia) sont à choisir avec parcimonie. Créez des liens vers des articles approfondissant le sujet. Les termes génériques sans rapport avec le sujet sont à éviter, ainsi que les répétitions de liens vers un même terme.
- Les liens externes sont à placer uniquement dans une section « Liens externes », à la fin de l'article. Ces liens sont à choisir avec parcimonie suivant les règles définies. Si un lien sert de source à l'article, son insertion dans le texte est à faire par les notes de bas de page.
- La présentation des références doit suivre les conventions bibliographiques. Il est recommandé d'utiliser les modèles {{Ouvrage}}, {{Chapitre}}, {{Article}}, {{Lien web}} et/ou {{Bibliographie}}. Le mode d'édition visuel peut mettre en forme automatiquement les références.
- Insérer une infobox (cadre d'informations à droite) n'est pas obligatoire pour parachever la mise en page.

Pour une aide détaillée, merci de consulter Aide:Wikification.
Si vous pensez que ces points ont été résolus, vous pouvez retirer ce bandeau et améliorer la mise en forme d'un autre article.
 (juin 2025).
L’Hôpital Universitaire Neuropsychiatrique de Ndera, plus connu sous le nom d’hôpital Caraes Ndera, est un établissement de référence et d’enseignement situé au Rwanda. Fondé en 1968, il se trouve dans le secteur Ndera, district de Gasabo dans la ville de Kigali.
L’hôpital fournit des soins de santé spécialisés en  psychiatrie et en neurologie , contribuant ainsi de manière significative à la prise en charge des troubles mentaux et neurologiques dans le pays.

## Emplacement
Le centre principal est situé dans le village de Nezerwa, cellule de Kibenga, secteur Ndera, district de Gasabo, dans la ville de Kigali, à environ 17 kilomètres du centre-ville. Les coordonnées géographiques de l’Hôpital Ndera sont :
Latitude : -1,954778 (1°57'17.2" S)
Longitude : 30,168944 (30°10'08.2" E).

## Histoire
L’hôpital Ndera a été fondé en 1968 par la congrégation des Frères de la Charité, à la demande du gouvernement rwandais et de l’Église catholique. Avant l’ouverture de cet établissement, les personnes atteintes de troubles psychiatriques étaient souvent emprisonnées faute d’infrastructure spécialisée.
L’admission des premiers patients a eu lieu en 1974. À cette époque, l’hôpital disposait d’une capacité de 40 lits. Trois ans plus tard, en réponse à l’augmentation de la demande, cette capacité a été portée à 140 lits. En 1977, une maison spéciale destinée aux patients psychiatriques chroniques a été construite, avec une capacité de 12 lits.
Au fil des années, et face à l’accroissement constant du nombre de patients, l’hôpital a élargi ses services à travers la création de deux succursales :
·        CARAES Butare, établi en 1978 dans le district de Huye, Province du Sud, dans le but de décentraliser les services psychiatriques ;
·        Le Centre psychothérapeutique Icyizere, ouvert en 2003 dans le district de Kicukiro, Ville de Kigali. Ce centre a été spécifiquement créé pour traiter les troubles liés à la dépendance et les traumatismes psychologiques, un besoin devenu crucial dans la population, notamment neuf ans après le génocide contre les Tutsis.
En octobre 2024, la capacité d’accueil de l’hôpital Ndera avait atteint 493 lits, marquant ainsi son évolution continue et son rôle central dans le domaine de la santé mentale au Rwanda.

## Aperçu
L’hôpital appartient à la Congrégation des Frères de la Charité, en partenariat avec le gouvernement rwandais. Ce dernier apporte son soutien en mettant à disposition des ressources humaines et un appui administratif, tandis que les Frères de la Charité assurent la gestion quotidienne de l’établissement.

## Devenir un hôpital universitaire
Le 9 avril 2022, le Cabinet du Rwanda a approuvé les instructions du Premier ministre relatives à la structure organisationnelle de l’hôpital de Ndera, élevant ainsi l’établissement au rang d’hôpital universitaire. Ce même jour, neuf autres hôpitaux ont également été reclassés en hôpitaux universitaires de niveau deux, dans le but de renforcer les effectifs du secteur de la santé. La nouvelle structure organisationnelle a été publiée au Journal officiel du 11 août 2022.

## Statistiques
En octobre 2024, l’hôpital a annoncé avoir accueilli 101 811 patients au cours de l’année 2023-2024, soit une augmentation de 6,3 % par rapport à l’année précédente. Parmi eux, 4 626 cas étaient liés à la dépression. La pathologie la plus fréquente dans le département de psychiatrie est a schizophrénie, tandis que l'épilepsie constitue la principale pathologie traitée en neurologie.